# HMS Icarus (1936)
HMS Icarus (D03) (Корабль Его Величества «Икар», номер вымпела D03) — эскадренный миноносец типа I Королевского флота Великобритании. «Икар» был заложен в марте 1936 года на верфи John Brown & Company. Спущен на воду 26 ноября 1936 года, став вторым кораблём Королевского флота, носившим это название. Вступил в строй 3 мая 1937 года. Стоимость постройки корабля составляла приблизительно 400 000 фунтов стерлингов. В частности, стоимость без вооружения и средств связи, устанавливаемых Адмиралтейством, составила 255 472 £. В августе 1946 года исключен из списков флота для продажи на металл.

## Описание
«Икар» принадлежал к последней серии «стандартных эсминцев» Великобритании. Эсминцы типа I представляли собой немного изменённый проект предыдущего типа H, отличаясь от него лишь пятитрубными торпедными аппаратами. Для компенсации возросшего «верхнего» веса была сделана система приёма водяного балласта. Эсминцы типа I имели водоизмещение 1370 длинных тонн (1390 т) при стандартной нагрузке и 1888 длинных тонн (1918 т) при полной. Общая длина составляла 323 футов (98,5 м), ширина — 33 футов (10,1 м), проектная осадка — 12 футов 6 дюймов (3,8 м). Они были оснащены двумя прямоточными паровыми турбинами Парсонса, каждая с приводом на свой вал через одноступенчатую зубчатую передачу, с использованием пара, представленную тремя трёхколлекторными Адмиралтейскими котлами. Экипаж — 145 офицеров и матросов.

## Модернизации
После начала войны был демонтирован кормовой торпедный аппарат, вместо него установили 76-мм зенитное орудие, на крыльях мостика появились два одноствольных «Эрликона». В 1942 году получил радиолокационное вооружение — РЛС типа 291.
В 1944 году «Icarus» был переоборудован в эскортный корабль и с него демонтировали орудие «Y». Вместо него установили дополнительные бомбометы и оборудовали место для хранения дополнительных глубинных бомб. Их число было увеличено до 110 штук. 76-мм зенитное орудие демонтировали, вместо него установили два 20-мм «Эрликона». На HMS Icarus пришлось уложить 60 дл. тонн твёрдого балласта.

## Служба

### Предвоенная служба
После вступления в строй в 1937 году, «Икар» успел побывать в составе Средиземноморского флота. Базировался на Мальте. Во время Гражданской войны в Испании патрулировал у испанского побережья, в рамках «Комитета по невмешательству».

### Участие во Второй Мировой
После начала войны переведен в состав флота Метрополии. 29 ноября потопил немецкую подводную лодку «U 35». В апреле 1940 года участвовал в Норвежской операции, 13 апреля во втором этапе битвы при Нарвике. В мае-июне участвовал в эвакуации войск из Нидерландов, Бельгии и Франции, был поврежден немецкой авиацией. После ремонта проводил минные постановки у голландского побережья. Всю войну находился в английских водах, выполнял различные боевые задачи, в основном по эскортированию конвоев. Переходил на Средиземное море для проводки стратегических мальтийских конвоев «Гарпун» и «Пьедестал».